# Francesco Marzi
Il conte Francesco Marzi (Senigallia, 8 luglio 1823 – 25 febbraio 1903) è stato un politico italiano.

## Biografia
Marzi era un giovane mazziniano e aveva combattuto nel 1848 a difesa di Treviso e Vicenza. Successivamente fu esule a Firenze e divenne un moderato filo-sabaudo. Ospite e amico di Antonio Luciano Bonaparte, figlio di Luciano, fratello di Napoleone, sposò Edwige Cardinali, sorella della moglie di Antonio Luciano Bonaparte.
Dopo l'Unità d'Italia, Marzi venne eletto primo sindaco di Senigallia, nella cui veste nel 1877 accompagnò Giosuè Carducci in visita al Regio Liceo come ispettore ministeriale. Fu deputato alla Camera per il collegio di Senigallia dal 18 novembre 1865 al 2 ottobre 1882, anche se la sua attività parlamentare non fu attiva, intervenendo raramente in aula.
Morì il 25 febbraio 1903; due giorni dopo la sua figura venne commemorata dalla Camera.

## Elezioni
Venne eletto deputato del collegio di Senigallia ininterrottamente dalla IX alla XIV legislatura del Regno d'Italia.
- IX: eletto nel ballottaggio del 29 ottobre 1865 con voti 224 su 281 votanti
- X: eletto nel ballottaggio del 17 marzo 1867 con voti 211 su 225 votanti
- XI: eletto nel ballottaggio del 27 novembre 1870 con voti 247 su 349 votanti
- XII: eletto nell'elezione generale dell'8 novembre 1874 con voti 268 su 330 votanti
- XIII: eletto nel ballottaggio del 12 novembre 1876 con voti 278 su 439 votanti
- XIV: eletto nell'elezione generale del 16 maggio 1880 con voti 297 su 462 votanti